# Комсомольский (Борский район)
Комсомольский — посёлок в Борском районе Самарской области. Входит в состав сельского поселения Подсолнечное.

## География
Находится у северной окраины Бузулукского бора на расстоянии примерно 31 километр по прямой на востоко-северо-восток от районного центра села Борское.

## Население
Постоянное население составляло 85 человек (русские 80 %) в 2002 году, 74 в 2010 году.